# John Ford (drámaíró)

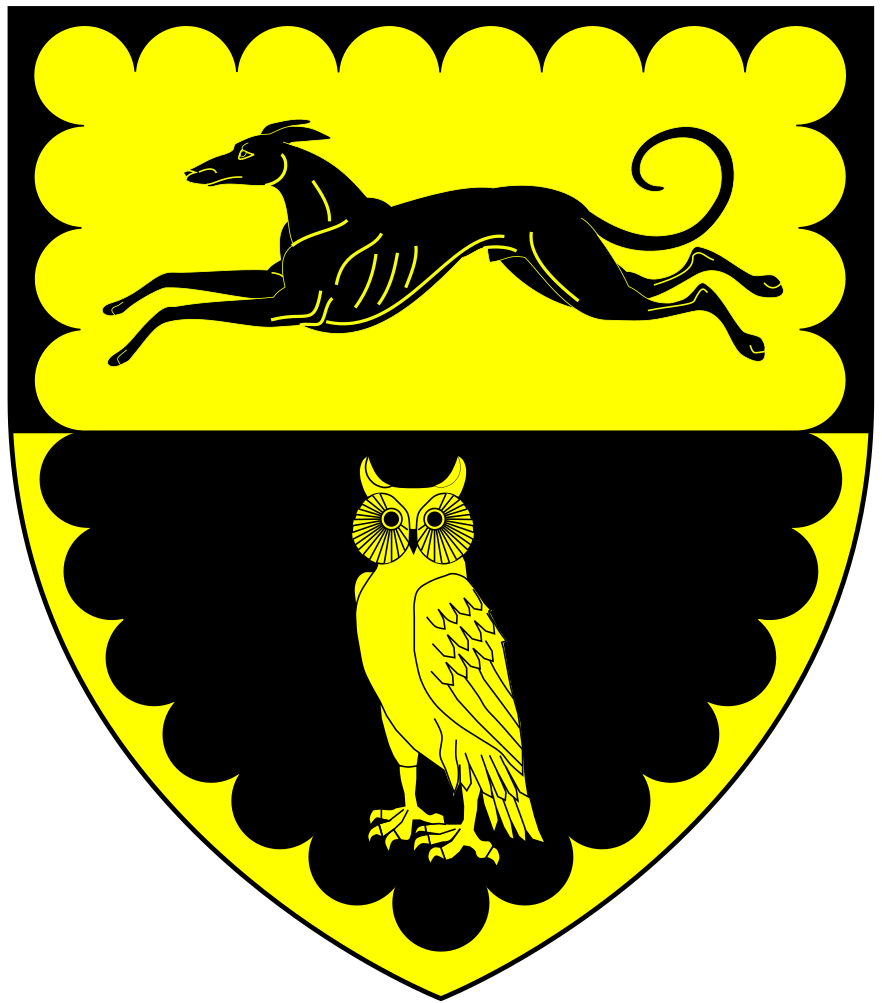
Bagtor és Nutwell címere: agár és bagoly

John Ford (Ilsington, Devon megye, 1586 – London, 1639 k.) angol drámaíró és költő, a Jakab- és a Károly-korszakban, Angliában alkotott. Drámái elsősorban a szenvedély és a lelkiismeret konfliktusával foglalkoznak. Bár elsősorban drámaíróként ismert, számos verset is írt a szerelem és az erkölcs témájában.

## Származása
John Fordot 1586. április 17-én keresztelték meg a devonbeli ilsingtoni templomban. Thomas Ford (1556–1610) az ilsingtoni plébániában élő bagtori és felesége, Elizabeth Popham (meghalt 1629-ben) második fia volt, a somerseti Huntworthi Popham családból. Síremléke az ilsingtoni templomban ma is látható. Thomas Ford nagyapja, John Ford (meghalt 1538-ban) Ashburtonból (a chagfordi William Ford fia és örököseként) származott, aki megvásárolta Bagtor birtokát az ilsingtoni plébánián, melyen férfi örökösei sorra követték egymást. A Fordok Erzsébet-korabeli Bagtorban, egy későbbi ház kiszolgálószárnyaként maradt fenn, amelyet 1700 körül hozzáépítettek.  

## Élete és művészete
Ford elhagyta otthonát, hogy Londonban tanuljon, bár a részletek nem tisztázottak – a tizenhat éves, devoni John Fordot 1601. március 26-án vették fel az oxfordi Exeter College-ba, ám ekkor a drámaíró még nem töltötte be tizenhatodik életévét. Csatlakozott egy olyan intézményhez, mely tekintélyes jogi egyetem volt, de egyben az irodalmi és drámai tevékenység központja is – a Middle Temple-hez, melynek 1601-ben a drámaíró John Marston volt a kiemelkedő ifjú tagja. (Nem ismert, hogy Ford valóban jogot tanult-e a Middle Temple lakójaként, vagy csupán egy úriemberként, a korabeli szokás szerint élt ott.)
Ford csak 1606-ban írta első publikálásra szánt műveit. Ez év tavaszán pénzügyi problémái miatt kizárták a Middle Temple-ből, és hamarosan a Fame's Memorial és a Honor Triumphant című darabjaival jelentkezett. Mindkét mű egyértelműen mecénási támogatás reményében született: a Fame's Memorial 1169 sorból álló elégia a nemrégiben elhunyt Charles Blountról, Devonshire 1. grófjáról, míg a Honor Triumphant egy prózai pamflet, verbális fantázia, melyet IV. Keresztély dán király 1606-os nyári látogatására szánt. Nem ismert, hogy ezek közül bármelyik hozott-e pénzügyi hasznot Fordnak; 1608 júniusára mégis volt elég pénze ahhoz, hogy visszafogadják a Midle Temple-be.
Drámaírói pályafutása előtt Ford más, nem drámai irodalmi műveket is írt: a Krisztus véres verejtéke című hosszú vallásos költeményt (1613), valamint két, röpirat formájában megjelent prózai esszét: Arany középút (1613) és Életvonal (1620). 1620 után aktív drámaírásba kezdett, először tapasztaltabb drámaírók – elsősorban Thomas Dekker, de John Webster és William Rowley – munkatársaként, majd az 1620-as évek végén már önállóan.
Ford leginkább a Tis Pity She's a Whore (1633) című tragédiájáról ismert, mely egy családi dráma a vérfertőzés cselekményvonalával. A darab címét gyakran változtatták az új produkciókban, néha egyszerűen Giovanninak és Annabellának nevezik – a darab vérfertőző testvéreinek neve nyomán; egy tizenkilencedik századi műben sikamlósan The Brother and Sister címen említik. Bármennyire megdöbbentő a darab, még ma is széles körben az angol dráma klasszikusaként tartják számon. Legalább kétszer vitték filmre: A nővérem, a szerelmem (Svédország, 1966) és a Tis Pity She's a Whore (Belgium, 1978).
I. Károly angol király uralkodása alatt jelentős drámaírónak számított. Drámái az egyéni szenvedély és lelkiismeret, valamint a társadalom törvényei és erkölcsei közötti konfliktusokkal foglalkoznak. Erős érdeklődést mutatott az abnormális pszichológiai jelenségek iránt, ami drámáiban is kifejezésre jut. Darabjai gyakran mutatják Robert Burton A melankólia anatómiája művének hatását. Noha Ford magánéletéről gyakorlatilag semmit sem tudni, egy utalás van arra, hogy a melankólia iránti érdeklődése több lehetett, mint pusztán intellektuális. A Choice Drollery (1656) című kötet azt állítja:
Egy szemétdomb mélyén egyedül John Ford látható,
Összefont karral, melankolikus kalappal.

## Ford drámáinak kánonja
Ford színműírói pályafutását a korszakban megszokott módon kezdte: közreműködött olyan darabokban, melyeket ismertebb drámaírókkal közösen írt. Hat ilyen színdarab maradt fenn:
- The Laws of Candy (1620; kinyomtatva: 1647), Philip Massingerrel
- Az edmontoni boszorkány (1621; kinyomtatva 1658), Thomas Dekkerrel és William Rowley-val
- A walesi nagykövet (1623; kinyomtatva: 1920), Dekkerrel
- A spanyol cigány (engedély 1623. július 9-én; kinyomtatva: 1653), Dekkerrel, Thomas Middletonnal és Rowley-val
- The Sun's Darling (engedélyezve 1624. március 3-án; átdolgozva: 1638–39; kinyomtatva: 1656-ban), Dekkerrel
- The Fair Maid of the Inn (1626; kinyomtatva: 1647), Massingerrel, John Websterrel és John Fletcherrel.

E darabok közül több szerzősége gyakran vita tárgyát képezte, vagy bizonytalannak tartották. Az ilyen kérdések minden kétséget kizáróan felmerültek 2017-ben, amikor megjelent John Ford összegyűjtött munkáinak II. kötete (szerk. Brian Vickers), amely 300 oldalnyi bizonyítékot és vitát tartalmaz, melyek egyértelműen azonosítják a fenti szerzők mindegyikének hozzájárulását a hat darabhoz. Darren Freebury-Jones azt javasolta, hogy John Fletcher 1625-ben bekövetkezett halála után Fordot tekintsék a Nemes úriember befejezőjének.

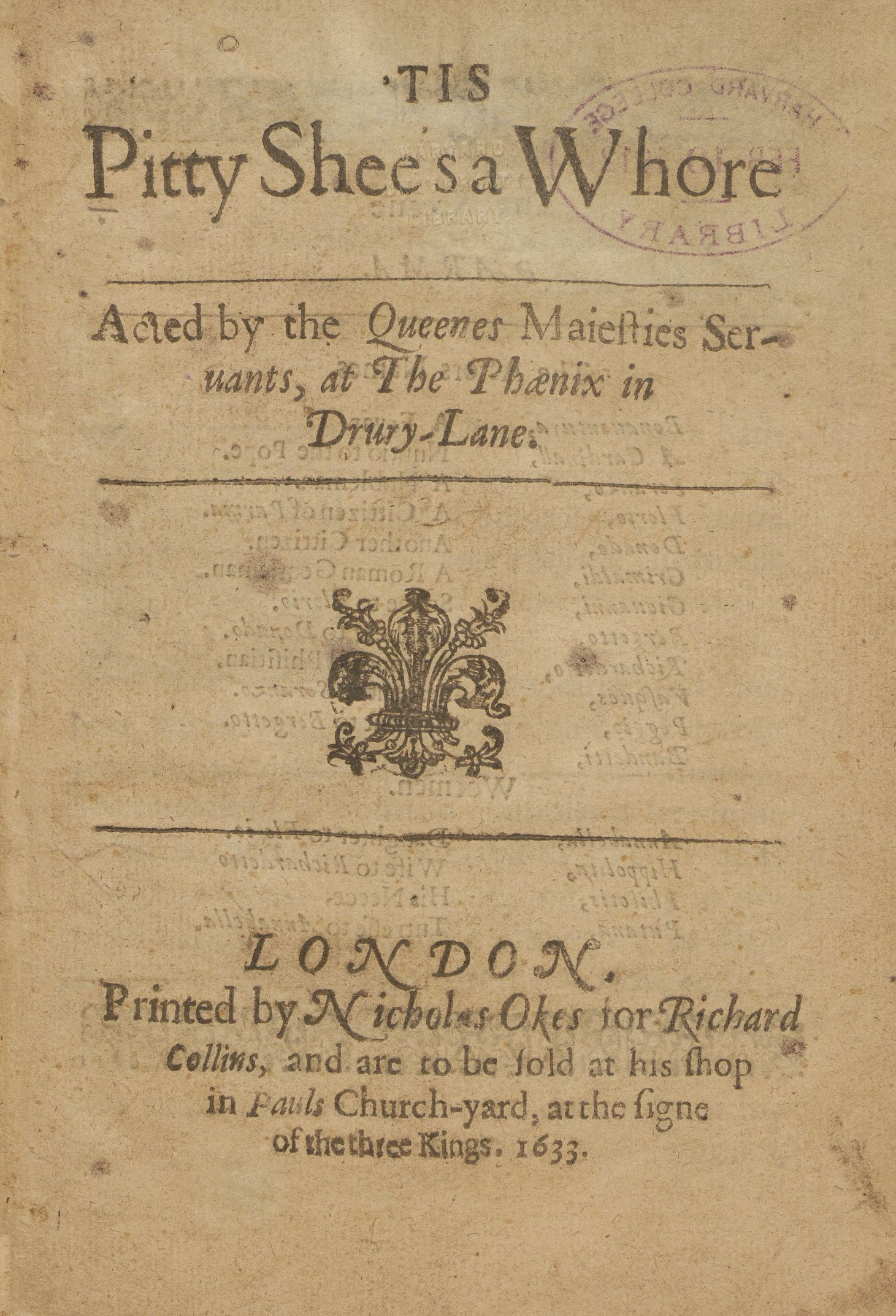
A Tis Pitty Shee's a Whore, 1633 első nyomatának borítólapja

1626 után Ford önálló szerzővé vált, és további nyolc fennmaradt színművet írt:
- A királynő (1627; kinyomtatva: 1653)
- A szerető melankóliája (engedély 1628. november 24-én; kinyomtatva: 1629)
- A megtört szív (1629; kinyomtatva: 1633)
- Kár, hogy kurva (1631; kinyomtatva: 1633)
- Szerelem áldozata (1632; kinyomtatva: 1633)
- Perkin Warbeck (1633; kinyomtatva: 1634)
- The Fancies Chaste and Noble (1636; kinyomtatva: 1638)
- The Lady's Trial (engedélyezve 1638. május 3-án; kinyomtatva 1639-ben)

Ahogy az a restauráció előtti drámaírókra jellemző, Ford műveinek jelentős része nem maradt fenn. Elveszett darabjai közé tartozik a The Royal Combat és a Beauty in a Trance, valamint további együttműködései Dekkerrel: The London Merchant, The Bristol Merchant, The Fairy Knight, és Keep the Widow Waking, az utolsó szintén William Rowley-val és John Websterrel.
1940-ben Alfred Harbage kritikus azzal érvelt, hogy Sir Robert Howard A nagy kedvenc vagy Lerma hercege című darabja Ford elveszett színművének adaptációja. Harbage megjegyezte, hogy sok korábbi kritikus gyanúsan jónak ítélte a darabot, túl jónak ahhoz, hogy Howard műve legyen; és Harbage egy sor hasonlóságra mutatott rá a darab és Ford munkája között. Az ügy azonban kizárólag belső bizonyítékokon és szubjektív ítéleteken alapul.

## Költészete
A már említett verseken kívül több más is fennmaradt. Az 1920-as években John Gough ausztrál származású zeneszerző megzenésítette Ford "Beauty's Beauty" című művét.

## Magyarul megjelent művei
- Kár, hogy ká; ford. Vas István, utószó Kéry László, ill. Szántó Piroska; Európa, Bp., 1984

## Fordítás
- Ez a szócikk részben vagy egészben  a   John Ford (dramatist) című angol Wikipédia-szócikk ezen változatának fordításán alapul.  Az eredeti cikk szerkesztőit annak laptörténete sorolja fel. Ez a jelzés csupán a megfogalmazás eredetét és a szerzői jogokat jelzi, nem szolgál a cikkben szereplő információk forrásmegjelöléseként.